# Samuel Eilenberg
Samuel Eilenberg (30 septembre 1913, Varsovie – 30 janvier 1998, New York) est un mathématicien américain d'origine juive-polonaise.

## Biographie
Samuel Eilenberg obtient son doctorat de mathématiques à l'université de Varsovie en 1936, sous la direction de Kazimierz Kuratowski et Karol Borsuk, et fait partie de l'École mathématique de Varsovie. Il fuit la Pologne pour les États-Unis en 1939. Il est professeur et chercheur en mathématiques à l'université Columbia à New York de 1947 à 1982.
Eilenberg privilégie la topologie algébrique, la théorie de l'homologie et la théorie des catégories dont lui et Saunders Mac Lane sont les pères fondateurs.
Eilenberg est aussi membre-collaborateur du groupe Bourbaki. En 1956, Henri Cartan et Samuel Eilenberg sont les auteurs du livre Homological Algebra qui est un classique en algèbre homologique. À partir de 1966, il s'intéresse à la théorie des automates et y contribue en écrivant le livre Automata, Langages and Machines et en créant le modèle X-machine (en).
Samuel Eilenberg est aussi un collectionneur d'art asiatique et fait don en 1987 de 400 pièces de sa collection au Metropolitan Museum de New York, bien que la provenance de certaines de ces pièces reste énigmatique.

## Distinctions et récompenses
- Colauréat du prix Wolf 1986 en mathématiques avec Atle Selberg
- Lauréat d'un prix Leroy P. Steele en 1987